# 1914年2月25日日食
1914年2月25日日食是一次日環食，發生於1914年2月25日（包括整個環食帶在內的西半球大多為2月24日）。新月當天（即朔日），地球上觀測到月球和太阳的角距離極小，此時月球如果恰好在月球交點附近，穿過太阳和地球之間，與地球、太阳接近一直線，則會出現日食。月球穿過太阳和地球之間，但距地球較遠，本影未能接觸地表，而使偽本影覆蓋的區域內看到月球的角直徑小於太陽，就形成日環食，同時在偽本影兩側數千公里的半影範圍內形成日偏食。此次日環食經過了南极洲毛德皇后地和玛丽·伯德地，日偏食則覆蓋了南极洲大部、太平洋中南部及周邊部分地區。

## 日食概況

### 出現區域
月球偽本影在威德爾海以南的南极洲毛德皇后地西南部最先接觸地表，當地在日落時分最先看到日環食。此後偽本影先向西南再向西北經過玛丽·伯德地，進入南太平洋，在瑟斯頓島西北約1200公里的洋面達到最大食分。偽本影又轉向東北，在日落時分結束於智利南部以西約1300公里的洋面。
除了上述狹窄的環食帶內能看到日環食之外，月球半影覆蓋範圍內都能看到日偏食，包括南极洲靠近太平洋的約四分之三、玻里尼西亞中南部、巴塔哥尼亞南部。
月球在其軌道上自西向東轉動，發生日食時，月球在地球表面的陰影也大多自西向東移動，而從地球上看，太陽的西側先被月球遮掩，然後逐漸向東。但此次日食發生在春分前不久，地軸南端略向太陽方向傾斜，月球本影經過了晨昏圈最南端附近的區域，因而在環食帶南极洲段及其附近被半影覆蓋、看到日偏食的區域內，月影在地表自東向西移動，地面上看到的太陽東側最先被月球遮掩。一般日食開始於晨線，結束於昏線，即在最先看到日食的地方，日食出現在日出時分，而此次日環食開始和結束均在昏線上，最先看到日環食的毛德皇后地西南部也是在日落時看到。南极洲沒有確定使用的时区，從地理位置看，環食帶內均在2月24日看到日環食，而對於日偏食區域，國際日期變更線以東的太平洋諸島和南美洲在2月24日看到日偏食，而該線以西的新西兰在2月25日看到日偏食，南极洲還有部分處於極晝的區域日偏食在2月24日子夜前不久開始，在2月25日凌晨結束。

### 基本參數
- 類型：日環食
- 食甚中心處（位於南极洲瑟斯頓島西北約1200公里的南太平洋）資料：
  - 時間：1914年2月25日0:12:45.1
  - 地點：62°5.5′S 113°14.5′W / 62.0917°S 113.2417°W
  - 食分：0.9248（環食帶內最大）
  - 日環食持續時間：5分35.2秒

## 相關的日食

### 1913-1917年的日食
月球交替位於相對的月球交點時，以半個交點年（食年），即約177天又4小時間隔出現下列日食。
註：1913年4月6日和1913年9月30日的日偏食屬於上一組交點年系列。1916年12月24日、1917年6月19日的日偏食和1917年12月14日的日環食屬於下一組交點年系列。
| 降交點   | 降交點                   |          | 升交點                   | 升交點 |
| 沙羅周期 | 地圖                     | 沙羅周期 | 地圖                     |        |
| 114      | 1913年8月31日 偏食（北） | 119      | 1914年2月25日 環食       |        |
| 124      | 1914年8月21日 全食       | 129      | 1915年2月14日 環食       |        |
| 134      | 1915年8月10日 環食       | 139      | 1916年2月3日 全食        |        |
| 144      | 1916年7月30日 環食       | 149      | 1917年1月23日 偏食（北） |        |
| 154      | 1917年7月19日 偏食（南） |          |                          |        |

### 沙羅周期
沙羅周期長度為18年11天。本次日食屬於沙羅周期119，共包含71次日食，依次為850年5月15日至976年7月29日的8次日偏食、994年8月9日至1012年8月20日的2次日全食、1030年8月31日的1次全環食（亦稱混合食）、1048年9月10日至1950年3月18日的51次日環食、1968年3月28日至2112年6月24日的9次日偏食，總共歷時1262.11年。其中最長的全食發生於1012年8月20日，僅持續了32秒。
下表列舉了1901年至2100年間發生的屬於該周期的日食，是第60至70次：
| 60            | 61            | 62            |
| ------------- | ------------- | ------------- |
| 1914年2月25日 | 1932年3月7日  | 1950年3月18日 |
| 63            | 64            | 65            |
| 1968年3月28日 | 1986年4月9日  | 2004年4月19日 |
| 66            | 67            | 68            |
| 2022年4月30日 | 2040年5月11日 | 2058年5月22日 |
| 69            | 70            |               |
| 2076年6月1日  | 2094年6月13日 |               |

## 資料來源
1. ↑  樊忠玉. . 中国天文科普网.   [2016-04-02]. （原始内容存档于2014-09-17）.
2. 1 2  Fred Espenak. . NASA Eclipse Web Site.   [2016-04-02]. （原始内容存档于2020-10-23）.（英文）
3. ↑  Fred Espenak. . NASA Eclipse Web Site.   [2016-04-02]. （原始内容存档于2020-10-20）.（英文）
4. ↑  Xavier M. Jubier. .   [2016-04-02]. （原始内容存档于2019-06-10）.（法文）（英文）
5. ↑  Fred Espenak. . NASA Eclipse Web Site.   [2016-04-02]. （原始内容存档于2017-12-28）.（英文）
6. ↑  Fred Espenak. . NASA Eclipse Web Site.（英文）

## 外部連結
- NASA日食專頁（页面存档备份，存于）（英文）
- 可見區域圖和時間統計：由弗雷德·埃斯佩纳克做出的日食預報，NASA/GSFC
  - Google互動地圖呈現的日食範圍
  - 貝塞爾元素
- Google地圖顯示的日環食和日偏食範圍（页面存档备份，存于）（法文）（英文）

| \| \| 日食 \|                             |                              |                                           |
| 上一次日食： 1913年9月30日日食 （日偏食） | 1914年2月25日日食 （日環食） | 下一次日食： 1914年8月21日日食 （日全食） |
| 上一次日環食： 1911年10月22日日食         | 1914年2月25日日食 （日環食） | 下一次日環食： 1915年2月14日日食          |
|                                           | 日食                         |                                           |